# Cneorum tricoccon
La olivilla u olivillo (Cneorum tricoccon) es una especie de pequeño arbusto perteneciente a la familia Rutaceae, nativo de Europa en el oeste de la región mediterránea.

## Descripción
Cneorum tricoccon es una planta hermafrodita que alcanza un tamaño de 0.6 m de altura y mantiene las hojas durante todo el año. Las hojas son redondeadas y de color verde. Las flores amarillentas aparecen desde junio a julio, y sus frutos desde agosto a septiembre.
Cneorum tricoccon es común en la región mediterránea donde prefiere suelos arenosos bien drenados. 

## Usos
Es utilizada como purgante y rubefaciente.

## Taxonomía
Cneorum tricoccon fue descrita por Carlos Linneo y publicado en Species Plantarum 1: 34. 1753.
Etimología
Cneorum: Nombre latino procedente del griego kneoron y de la raíz indogermánica kene: raspador, aludiendo a las propiedades vesicantes e irritantes de las plantas de este género.
tricoccon: epíteto latino que significa "con tres semillas".
Sinonimia
- Chamaelea tricoccos (L.) Lam.[6]